# Walter Posch
Walter Posch (ur. 15 stycznia 1954 w Mürzzuschlagu) – austriacki polityk i nauczyciel, parlamentarzysta krajowy, deputowany do Parlamentu Europejskiego IV kadencji.

## Życiorys
W 1979 ukończył historię i germanistykę na Uniwersytecie w Grazu. Uzyskał później magisterium na Universität Klagenfurt. Pracował jako nauczyciel. Zaangażował się w działalność polityczną w ramach Socjaldemokratycznej Partii Austrii. W latach 1986–1990 odpowiadał za powiązaną z SPÖ akademię polityczną Dr.-Karl-Renner-Institut w Karyntii. Od 1985 do 1991 zasiadał w radzie miejskiej w Spittal an der Drau.
W latach 1990–2006 sprawował mandat posła do Rady Narodowej XVIII, XIX, XX, XXI i XXII kadencji. Od 1990 do 1994 wchodził w skład regionalnej rady ds. edukacji (Landesschulrat) w Karyntii. W 1995 zasiadał w Parlamencie Europejskim IV kadencji w ramach delegacji krajowej. W latach 1999–2006 pełnił funkcję rzecznika SPÖ ds. praw człowieka. Później kadencji wycofał się z aktywności politycznej, w 2007 został dyrektorem zarządzającym instytucji Vienna Institute for International Dialogue and Cooperation.
Odznaczony Wielką Złotą Odznaką Honorową za Zasługi dla Republiki Austrii.